# Rainville (Paramaribo)
Rainville – miasto w dystrykcie Paramaribo, w Surinamie. Według danych na rok 2012 miasto zamieszkiwało 22747 osób, a gęstość zaludnienia wyniosła 733,8 os./km².

## Demografia
Ludność historyczna:
| Rok                           | 2004  | 2012  |
| ----------------------------- | ----- | ----- |
| Ludność                       | 28853 | 22747 |
| Gęstość zaludnienia os./km²   | 930,7 | 733,8 |
| Roczna zmiana liczby ludności | -2,9% | -2,9% |

## Klimat
Klimat jest tropikalny. Średnia temperatura wynosi 24°C. Najcieplejszym miesiącem jest wrzesień (26°C), a najzimniejszym miesiącem jest styczeń (22°C). Średnie opady wynoszą 2492 milimetrów rocznie. Najbardziej wilgotnym miesiącem jest maj (404 milimetrów), a najbardziej suchym miesiącem jest wrzesień (86 milimetrów).

## Combé
W Rainville znajduje się dzielnica Combé. Została nazwana na cześć Nicolaasa Combé, francuskiego hugenota, jednego z pierwszych kolonistów, który przeniósł się z Francji do Surinamu. Jest to najstarsza część miasta, która ze względu na oryginalną zabudowę została wpisana na Listę Światowego Dziedzictwa UNESCO.